# Rio Ipiranga (vattendrag i Brasilien, Paraná, lat -25,00, long -50,58)
Rio Ipiranga är ett vattendrag i Brasilien.   Det ligger i delstaten Paraná, i den södra delen av landet, 1 100 km söder om huvudstaden Brasília.
I omgivningen kring Rio Ipiranga växer i huvudsak städsegrön lövskog. Området är glesbefolkat, med 14 invånare per kvadratkilometer.